# Dyschoriste axillaris
Dyschoriste axillaris är en akantusväxtart som beskrevs av Wassh. och Wood. Dyschoriste axillaris ingår i släktet Dyschoriste och familjen akantusväxter. Inga underarter finns listade i Catalogue of Life.